# 安特克拉
安特克拉（西班牙語發音：[ante'keɾa]），是西班牙安达卢西亚自治区马拉加省的一个市镇。 总面积817平方公里，总人口50289人（2017年），人口密度49人/平方公里。